# Alansmia immixta
Alansmia immixta là một loài dương xỉ trong họ Polypodiaceae. Loài này được Stolze Moguel & M. Kessler mô tả khoa học đầu tiên năm 2011.